# Anneslea
Anneslea là một chi thực vật có hoa trong họ Pentaphylacaceae.

## Loài
Chi Anneslea gồm các loài:
- Anneslea donnaiensis (Gagnep.) Kobuski
- Anneslea fragrans Wall.
- Anneslea paradoxa H.H.Nguyen & Yakovlev
- Anneslea steenisii Kobuski